# Альбатрелловые
Альбатрелловые (лат. Albatrellaceae) — семейство грибов, входящее в порядок Сыроежковые (Russulales). Представитель этого семейства Albatrellus confluens является съедобным грибом, содержащим соединения, понижающие количество холестерина в крови.

## Описание
- Плодовые тела однолетние, шляпконожечные.
- Шляпка средних размеров, сначала выпуклой, затем плоской или вдавленной формы, окрашена обычно в беловатые, желтоватые, оранжеватые или коричневатые тона, при прикосновении и с возрастом обычно темнеет. Гименофор трубчатый, иногда неправильный, с немногочисленными редкими шипиками, одного цвета со шляпкой.
- Споровый порошок белого цвета. Споры обычно эллиптической или почти шаровидной формы, чаще всего с гладкой поверхностью, иногда амилоидные. Базидии булавовидной или цилиндрической формы, четырёхспоровые.

## Экология
Большинство представителей семейства образуют микоризу с хвойными деревьями. Возможно, некоторые виды являются сапротрофами.

## Таксономия
Морфологически альбатрелловые близки к герициевым и телефоровым. Филогенетические исследования показали близость альбатрелловых к бондарцевиевым. Типовой род семейства полифилетичен.

### Синонимы
- Leucogastraceae Moreau ex Fogel, 1979
- Scutigeraceae Bondartsev & Singer ex Singer, 1969

### Роды
- Albatrellus Gray, 1821 — Альбатреллус
- Jahnoporus Nuss, 1980
- Leucogaster R. Hesse, 1882
- Leucophleps Harkn., 1899
- Mycolevis A.H. Sm., 1965
- Polyporoletus Snell, 1936
- Scutiger Paulet, 1812